# Xysticus striatipes
Xysticus striatipes es una especie de araña cangrejo del género Xysticus, familia Thomisidae. Fue descrita científicamente por L.Koch en 1870.

## Distribución geográfica
Habita en Polonia, Francia, Alemania, Rusia, España, Bélgica, Suiza, Grecia y Rumania.